# 麻雀ゲームソフト一覧
麻雀ゲームソフト一覧（マージャンゲームソフトいちらん）は、麻雀ゲーム（麻雀のコンピュータゲームソフト）の一覧である。他のゲームと複合して収録している場合もある。

## コンシューマーゲーム

### テレビゲーム（据置型）

#### ファミリーコンピュータ
- 井出洋介名人の実戦麻雀シリーズ（カプコン）
- ぎゅわんぶらあ自己中心派シリーズ（アスミック）
- 雀豪（ビクターエンタテインメント）
- 田村光昭の麻雀ゼミナール（ポニーキャニオン）
- 麻雀RPG ドラドラドラ（ナツメ）
- 中国雀士ストーリー 東風（ナツメ）
- マージャンGメン ニチブツ麻雀III（日本物産）
- 麻雀（任天堂）
- 4人打ち麻雀（任天堂）
- 麻雀家族（アイレム）
- 麻雀倶楽部永田町・総裁戦（ヘクト）
- プロフェッショナル麻雀悟空（アスキー／シャノアール）
- 麻雀大会（光栄)
- 麻雀大戦（日本物産)
- まじゃべんちゃー 麻雀戦記（徳間書店インターメディア）
- 役満天国 新4人打ちマージャン（任天堂）
- ファミリーマージャンシリーズ（ナムコ）

#### MSX
- ファイナル麻雀(MIA)
- コナミの麻雀道場(コナミ)
- 実戦四人麻雀(ソニー)
- エキサイト四人麻雀(テクノソフト)
- プロフェッショナル麻雀(シャノアール/アスキー)
- 麻雀秘伝(パックスソフトニカ)
- 麻雀狂スペシャル(ビングソフト)
- 雀聖(SONY)
- プロフェッショナル麻雀悟空(シャノアール)
- 井出洋介名人の実戦麻雀(パック・イン・ビデオ)
- 居眠り流阿佐田哲也のA級麻雀(ポニーキャニオン)
- 麻雀狂時代スペシャルシリーズ(マイクロネット)
- 麻雀刺客(日本物産)
- 麻雀刺客外伝 花のももこ組!(日本物産)
- 雀華(宇宙堂) - MSX初の脱衣麻雀ゲーム。
- 雀フレンド(タイトー)
- てつまん(HAL研究所)

#### SG-1000
- SEGA麻雀（セガ）
- ホーム麻雀（セガ）

#### オセロマルチビジョン
- 三人麻雀（ツクダオリジナル）- ルールは三麻（サンマ）ではなく通常の四人麻雀と同じ。

#### PV-1000
- エキサイト麻雀（カシオ計算機）

#### マイビジョン
- マージャン（日本物産）

#### スーパーカセットビジョン
- スーパー麻雀（エポック社）

#### セガ・マスターシステム
- 麻雀戦国時代（セガ／サンリツ）- アーケードゲーム「麻雀狂時代」のアダルト要素を排除して家庭用にアレンジしたもの。

#### PCエンジン
- ぎゅわんぶらあ自己中心派（ハドソン）
- 雀神伝説（NECホームエレクトロニクス）
- スーパー麻雀大会（光栄)
- スーパーリアル麻雀シリーズ（ナグザット）
- セクシーアイドル麻雀シリーズ（日本物産）
- 戦国麻雀（ハドソン）
- まーじゃん バニラシンドローム（日本物産）
- 麻雀オンザビーチ　(NECアベニュー)
- 麻雀学園 東間宗四郎登場（フェイス）
- 麻雀学園マイルド (フェイス)
- 麻雀悟空スペシャル (サンソフト)
- 麻雀刺客列伝 麻雀ウォーズ（日本物産）
- マージャン・ソード プリンセス・クエスト外伝（ナグザット）
- 麻雀覇王伝カイザーズクエスト（UPL）
- 聖戦士伝承・雀卓の騎士 (日本物産)
- 麻雀クリニックスペシャル （ナグザット）
- 麻雀レモンエンジェル （ナグザット）- 深夜アニメレモンエンジェルのキャラクターを使ったアーケードゲームの移植。
- まーじゃんファッション物語 (日本物産)
- わいわい麻雀（ビデオシステム）
- 雀偵物語シリーズ（アトラス）

#### メガドライブ
- ぎゅわんぶらあ自己中心派シリーズ（ゲームアーツ)
- 雀皇登竜門（ゲームアーツ）
- 雀豪ワールドカップ（ビクターエンタテインメント）
- 雀偵物語(日本テレネット)
- TEL・TELまあじゃん（サンソフト）
- マージャンCOP竜 白狼の野望（セガ）- アーケードゲーム「スケバン雀士竜子」からアダルト要素を排除した移植作。ストーリー上はスケバン雀士竜子の続編。

#### ネオジオ
- アイドル麻雀ファイナルロマンス2（ビデオシステム）- MVSとROM版は出ていない。
- 雀神伝説（エイコム）- ROM版は出ていない。
- 麻雀狂列伝 -西日本編-（SNK）
- みなさんのおかげさまです! 大スゴロク大会（MONOLITH)
- バカ殿様麻雀漫遊記（MONOLITH）
  - 上記2作はタレントや番組には無断で作られている。

#### スーパーファミコン
- 歌舞伎町リーチ麻雀 東風戦（ポニーキャニオン）
- 喜国雅彦の雀闘士銅鑼王シリーズ　(POW)
- ぎゅわんぶらあ自己中心派 シリーズ（パルソフト／ビクターインタラクティブソフトウェア）
- 近代麻雀スペシャル　(イマジニア)
- さいばらりえこのまあじゃんほうろうき　(タイトー)
- 桜井章一の雀鬼流麻雀必勝法　(サミー)
- The麻雀・闘牌伝（ビデオシステム）
- 実戦!麻雀指南　(アスク講談社)
- 雀遊記 悟空乱打（ヴァージンゲーム）
- 常勝麻雀 天牌（エニックス）
- 初段位認定 初段プロ麻雀(ギャップス)
- 真・麻雀（コナミ）
- ZOOっと麻雀!(任天堂)
- スーパー雀豪(ビクターエンタテインメント)
- スーパーダブル役満シリーズ(バップ)
- スーパーニチブツマージャン シリーズ（日本物産）
- スーパーパチスロマージャン (日本物産）
- スーパーヅガンシリーズ（エレクトロニック・アーツ・ビクター）
- スーパー麻雀シリーズ(I'MAX)
- スーパー麻雀大会（光栄）
- スーパーリアル麻雀 シリーズ（セタ）
- 卒業番外篇 ねぇ麻雀しよ!（ケイエスエス）
- ToKoRo'sマージャン（ビック東海）
- ノーマーク爆牌党(エンジェル)
- 牌勢麻雀 凌駕(アスキー)
- 美少女雀士スーチーパイ（ジャレコ）
- プロ麻雀 極 シリーズ（アテナ）
- プロ麻雀「兵」（カルチャーブレーン）
- 本格麻雀 徹萬 シリーズ（ナグザット）
- 麻雀倶楽部(ヘクト)
- 麻雀悟空 天竺（シャノアール）
- 麻雀戦国物語(四次元)
- 麻雀大会II（光栄）
- 麻雀繁盛記(日本物産)
- 麻雀飛翔伝 哭きの竜(アイジーエス)
- 麻雀飛翔伝 真 哭きの竜(ベック)
- 遊人 雀獣学園シリーズ (バリエ)
- 最高速思考 将棋・麻雀(バリエ)
- ゲームの達人(サンソフト)
- テーブルゲーム大集合!将棋・麻雀・花札・トゥーサイド(バリエ)

#### 3DO
- アイドル雀士 スーチーパイスペシャル（ジャレコ）
- アイドル麻雀ファイナルロマンス2 ハイパーエディション（ビデオシステム）
- 井出洋介名人の新実戦麻雀（カプコン）
- おやじハンターマージャン(ワープ)
- スーパーリアル麻雀 シリーズ（セタ）
- 闘牌伝アカギ（マイクロネット）
- 麻雀狂時代 シリーズ（マイクロネット）
- 麻雀悟空 天竺（シャノアール）
- ときめき麻雀パラダイス SPECIAL 恋のてんぱいビート(ソネット)

#### セガサターン
- アイドル雀士スーチーパイ シリーズ （ジャレコ）
- アイドル麻雀ファイナルロマンス シリーズ （ビデオシステム）
- 井出洋介名人の新実戦麻雀（カプコン）
- 妖艶電視麻雀遊戯 GAL JAN (童)
- スーパーリアル麻雀 シリーズ （セタ）
- ぎゅわんぶらあ自己中心派 シリーズ(ゲームアーツ)
- 踝兄弟劇場第一巻 麻雀篇(ユーメディア)
- 芸能人対局麻雀 THEわれめDEポン　(ビデオシステム)
- 実戦麻雀(イマジニア)
- 雀帝バトルコスプレイヤー(ダイキ)
- 出世麻雀大接待(キングレコード)
- 新世紀エヴァンゲリオン エヴァと愉快な仲間たち（ガイナックス）
- ときめき麻雀シリーズ　(ソネット・コンピュータエンタテイメント)
- 日本プロ麻雀連盟公認 道場破り(ナグザット)
- バーチャル麻雀シリーズ(マイクロネット)
- 海辺(ビーチ)でリーチ!（毎日コミュニケーションズ）
- ぴょんぴょんキャルルのまあじゃん日和(ナツメ)
- プロ指南麻雀「兵」（カルチャーブレーン）
- 本格プロ麻雀 徹萬スペシャル(ナグザット)
- 麻雀狂時代シリーズ(マイクロネット)
- 麻雀学園祭(メイクソフトウェア)
- 麻雀 巌流島(アスキー)
- 麻雀悟空 天竺（エレクトロニック・アーツ・ビクター）
- 麻雀大会II Special（光栄）
- 麻雀天使エンジェルリップス(日本システム)
- 麻雀同級生Special(メイクソフトウェア)
- 麻雀ハイパーリアクションR　(サミー工業)
- 麻雀四姉妹 若草物語(ナグザット)
- 魔法の雀士 ぽえぽえポエミィ(イマジニア)
- めざせアイドル☆スター! 夏色メモリーズ 麻雀編(シャー・ロック)
- よしもと麻雀倶楽部(彩京)
- 雀じゃん恋しましょ（ビスコ）
- クロス・ロマンス ～恋と麻雀と花札と～ (日本物産)

#### PlayStation
- アイドル雀士スーチーパイシリーズ （ジャレコ）
- 井出洋介の麻雀家族(セタ)
- 井出洋介の麻雀教室(アテナ)
- 井出洋介名人の新実戦麻雀（カプコン）
- AI麻雀2000　(アイフォー)
- エンターテイメント雀荘　ザッツ・ポン(翔泳社)
- オールスター麻雀～華麗なる勝負師からの挑戦～(ポニーキャニオン)
- おやじの時間～ねーちゃん、麻雀で勝負や！(ヴィジット)
- 華蘭虎龍(からんころん)学園シリーズ　(J・ウイング)
- 元祖 ファミリーマージャンシリーズ(日本物産)
- ゲームの達人(サン電子)
  - ゲームの達人2(サン電子)
- 小島武夫 麻雀帝王(ギャップス)
- 四川風 激辛麻雀(シー・ラボ)
- 雀牌遊戯'99　たぬきの皮算用(メディアリング)
- 出世麻雀大接待(キングレコード)
- 新世紀エヴァンゲリオン エヴァと愉快な仲間たち（ガイナックス）
- SIMPLE1500シリーズ Vol.1 THE 麻雀（ディースリー・パブリッシャー）
  - SIMPLE1500シリーズ Vol.39 THE 麻雀2（ディースリー・パブリッシャー）
  - SIMPLE1500シリーズ Vol.88 THE ギャル麻雀 (ディースリー・パブリッシャー）
  - SIMPLEキャラクター2000シリーズ ど根性ガエル THE 麻雀（ディースリー・パブリッシャー）
- SuperLite1500シリーズ 麻雀II (サクセス)
- 0からの麻雀 麻雀幼稚園たまご組(アフェクト)
- 0からの麻雀 麻雀幼稚園たまご組2(アフェクト)
- たのしい麻雀(光栄)
- 天仙娘々～劇場版～(タイムポイント)
- 同級生麻雀(ユーメディア)
- 闘牌伝アカギ（マイクロネット）
- ナムコマージャン スパローガーデン（ナムコ）
- ニチブツマージャン 女子高名人戦(日本物産)
- 日本プロ麻雀連盟公認 THE プロ麻雀 免許皆伝(ナグザット)
- 日本プロ麻雀連盟公認 手ほどき麻雀 入門編(ナグザット)
- 日本プロ麻雀連盟公認 道場破りシリーズ(ナグザット)
- 日本プロ麻雀連盟公認 本格プロ麻雀 真・徹萬(ナグザット)
- プロロジック麻雀 牌神（スクウェア）
  - 牌神2（スクウェア）
- ハイパーバリュー2800 麻雀(コナミ)
- 爆れつハンター まあじゃんすぺしゃる(バンプレスト)
- プロ麻雀「兵」シリーズ（カルチャーブレーン）
- プロ麻雀 極 シリーズ（アテナ）
- 麻雀倶楽部(ヘクト)
- 麻雀巌流島(アスキー)
- 本格麻雀 徹萬スペシャル(ナグザット)
- 本格4人打ち 芸能人対局麻雀 THEわれめDEポン　(ビデオシステム)
- 麻雀悟空 天竺(シャノアール)
  - 麻雀悟空 天竺99(シャノアール)
- 麻雀ステーションMAZIN～麻神～（サンソフト）-- PlayStationのローンチタイトル8作のうちの1作である
- ～麻雀戦術～安藤満プロの亜空間殺法　(童)
- 麻雀大会II Special（光栄)
- 麻雀鳥頭紀行(メディアリング)
- 麻雀やろうぜ! （コナミ）
- ぎゅわんぶらあ自己中心派 ～イッパツ勝負!～（ESP）
- 森田和郎の麻雀 (悠紀エンタープライズ)
- よしもと麻雀倶楽部 デラックス(彩京)
- ロジック麻雀 創龍(日本一ソフトウェア)
- ロジック麻雀 創龍 三人打ち(日本一ソフトウェア)
- イカサマ麻雀(アイディアファクトリー)
- 本格四人打プロ麻雀 麻雀王(童)
- コンビ麻雀 あわせうちWITHまぼろし月夜キャラクターズ(ギャップス)
- 裏技麻雀～これって天和ってやつかい～(スパイク)
- Value1500 麻雀(サン電子)
- わいわい3人打ち麻雀（HORI)
- リーチ麻雀 お一人様でも打てます！(ポニーキャニオン)
- まーじゃんdeあそぼ（ビング)
- 麻雀占い フォルトゥーナ 月の女神たち(アフェクト)
- サラリーマン接待麻雀（ヴィジット)
- SuperLite Goldシリーズ みんなの麻雀(サクセス)
- スーパープライスシリーズ『麻雀』(セレン)
- NICE PRICEシリーズVol.1 日本プロ麻雀連盟公認 本格プロ麻雀(デジキューブ)
- MajorWaveシリーズ AI麻雀SELECTION(ハムスター)
- 最強銀星麻雀(アイマジック)
- ファミリー1500シリーズ 麻雀(アイマジック)
- 私立鳳凰学園1年純愛組(J・ウイング)
- 私立鳳凰学園2年純情組(J・ウイング)
- アワーグラデュエーション ～麻雀でポン 花札でコイ～ (キッド)
- 花と龍 ～花札・麻雀～ (ハムスター)
- ラブリーポップ2in1 雀じゃん恋しましょ (VISCO）
  - 雀じゃん恋しましょセパレート1 雀々しましょ (VISCO）-- 上記の作品から花札を除いた廉価版
- ニチブツセレクト Vol.1 クロス・ロマンス ～恋と麻雀と花札と～ (日本物産)

#### PlayStation 2
- 麻雀大会III ミレニアムリーグ（コーエー）
- 麻雀やろうぜ!2 （コナミデジタルエンタテインメント）
- ストリート麻雀トランス 麻神2(サンソフト)
- プロ麻雀 極NEXT（アテナ）
- 井出洋介の麻雀家族2（セタ)
- 麻雀悟空 大聖（アートディンク）
- 麻雀宣言 叫んでロン!（タイトー)
- 超高速麻雀シリーズ（サクセス)
- 対局麻雀 ネットでロン!（アリカ)
- 麻雀覇王 シリーズ（毎日コミュニケーションズ）
- 牌チェンジャン（アジェンダ)
- 勝負師伝説 哲也(アテナ)
- 勝負師伝説 哲也2(アテナ)
- 勝負師伝説 哲也DIGEST(アテナ)
- サイバー雀荘 東風荘編（コナミ)
- インターネット麻雀 東風荘で遊ぼう（サクセス)
- SIMPLE2000シリーズ Vol.1 THE テーブルゲーム（D3パブリッシャー）
- SIMPLE 2000本格思考シリーズ Vol.4 THE 麻雀（D3パブリッシャー）
- SIMPLE2000シリーズ アルティメット Vol.4 裏技イカサ麻雀街 ～兄ィさん、つかんじまったようだね～（D3パブリッシャー）
- SIMPLE2000シリーズ アルティメット Vol.5 ラブ★マージャン!（D3パブリッシャー）
- SIMPLE2000シリーズ アルティメット Vol.14 闘牌!ドラマティック麻雀 天 ～天和通りの快男児～（D3パブリッシャー）
- SIMPLE2000シリーズ アルティメット Vol.20 ラブ★マージャン!2（D3パブリッシャー）
- SIMPLE2000シリーズ アルティメット Vol.22 スタイリッシュ麻雀 〜兎-野生の闘牌- & 兎-野生の闘牌 THE ARCADE- ダブルパック〜（D3パブリッシャー）
- アイドル雀士R 雀ぐるプロジェクト（ジャレコ）
- AI麻雀2003（ジェネックス)
- G-taste麻雀（クロスノーツ）
- SuperLite 2000テーブル 麻雀（サクセス)
- 麻雀飛龍伝説 天牌(シービーシー)
- 兎-野性の闘牌-(デジキューブ)
  - 兎-野性の闘牌-THE ARCADE(デジキューブ)
- 兎-野性の闘牌-～山城麻雀編～(サミー)
  - 兎-野性の闘牌-～山城麻雀編～THE ARCADE(タイトー)
- おとなのギャル雀〜きみにハネ満!〜（パシフィック・センチュリー・サイバーワークス・ジャパン）
- おとなのギャル雀2〜恋して倍満!〜（ジャレコ）
- 極 麻雀 DXII The 4th MONDO21Cup Competition（アテナ）
- TAISEN3 麻雀（毎日コミュニケーションズ)
- まーじゃんパーティー アイドルと麻雀勝負（シービーシー）
- 対戦ホットギミック コスプレ雀（彩京）
- 対戦ホットギミック アクセス雀（彩京）
- 麻雀三国志（毎日コミュニケーションズ)
- ちゅ～かな雀士てんほー牌娘（ジェネックス）
- 雀・三國無双 （コーエー）
- 3D麻雀+雀牌取り（マグノリア)
- アイドル雀士スーチーパイIV（ジャレコ）
- 高レート裏麻雀列伝 むこうぶち 〜御無礼、終了(ラスト)ですね〜(πアーツ)
- GAME SELECT 5 和 (悠紀エンタープライズ)

#### PlayStation 3
- 麻雀格闘倶楽部 全国対戦版（コナミデジタルエンタテインメント）
- 麻雀大会IV（コーエー）
- 麻雀覇王 段級バトル3	(毎日コミュニケーションズ)
- SIMPLE 500シリーズ Vol.1 THE 麻雀 〜通信対局機能付〜（D3パブリッシャー）
- 麻雀ワールド（レコム）
- ジャンライン R（レコム）
- マージャン★ドリームクラブ（D3パブリッシャー）

#### PlayStation 4
- とってもE麻雀ぷらす（アークシステムワークス）
- SIMPLEシリーズG4U Vol.1 THE 麻雀（D3パブリッシャー）

#### PC-FX
- 麻雀悟空 天竺（NEC／シャノアール）
- スーパーリアル麻雀PV-FX（ナグザット）

#### NINTENDO64
- 井出洋介の麻雀塾(セタ)
- 雀豪シミュレーション 麻雀道64（ビデオシステム）
- プロ麻雀 極64(アテナ)
- プロ麻雀「兵」64（カルチャーブレーン）
- 麻雀放浪記CLASSIC（イマジニア）
- 麻雀MASTER（コナミ）
- 麻雀64（光栄／シャノアール）

#### ドリームキャスト
- アイドル雀士をつくっちゃおう（ジャレコ）
- 電幻天使対戦麻雀 シャングリラ（マーベラスエンターテイメント）
- 日本プロ麻雀連盟公認 徹萬 免許皆伝(ナグザット)
- プロ麻雀 極D（アテナ）
- 麻雀大会II Special（光栄)
- 平成麻雀荘（マイクロネット）
- NET VERSUS 麻雀（アットマーク)
- 対戦ネットギミック カプコン＆彩京オールスターズ（カプコン）
- 音声認識麻雀ゲーム ジャーマン(ヴィジット)

#### ニンテンドーゲームキューブ
- 極 麻雀 DXII The 4th MONDO21Cup Competition（アテナ）

#### Xbox
- 高橋純子の麻雀セミナー（サクセス）
- 信長麻雀（イーフロンティア）

#### Xbox 360
- 通信対戦麻雀 闘龍門（AQインタラクティブ）
- ジャンライン（レコム）
- 麻雀 三六荘（インディーズゲーム zio3）
- マージャン★ドリームクラブ（D3パブリッシャー）

#### Wii
- 麻雀格闘倶楽部Wii Wi-Fi対応（コナミデジタルエンタテインメント）[Wi-Fi通信対戦対応]
- 麻雀大会Wii（コーエー）
- アッコでポン!〜イカサマ放浪記〜 (サクセス)
- 厳選テーブルゲームWii（ハドソン）[Wi-Fi通信対戦対応]

##### Wiiウェア
- 役満Wii 井出洋介の健康麻将（任天堂）[Wi-Fi通信対戦対応]
- 最強銀星麻雀（シルバースタージャパン）[Wi-Fi通信対戦対応]
- @SIMPLEシリーズ Vol.3 THE 麻雀（D3パブリッシャー）

#### Wii Uダウンロードソフト
- 役満 鳳凰（任天堂）[Wi-Fi通信対戦対応]

#### Nintendo Switch
- THE 麻雀(ディースリー・パブリッシャー)
- 遊んで麻雀が強くなる！ 銀星麻雀DX（シルバースタージャパン)

##### Nintendo Switchダウンロード専用ソフト
- 本格AI搭載 銀星麻雀 （シルバースタージャパン)
- HANDY麻雀 (アイ・ティー・エル)
- THE 麻雀 LITE (ディースリー・パブリッシャー)
- シンプル麻雀オンライン (アークシステムワークス)
- ジャンナビ麻雀オンライン (ウインライト)
- ロジック麻雀 創龍 四人打ち・三人打ち (日本一ソフトウェア)
- 最強の麻雀 ～100万人のための麻雀道場～ (アンバランス)
- 東方幻想麻雀 (メディアスケープ)

### 携帯型ゲーム

#### ゲームポケコン
- ポケコンマージャン（エポック社）

#### ゲームボーイ
カラー専用含む。
- 役満（任天堂）
- 機動戦艦ナデシコ ルリルリ麻雀(キングレコード)
- 雀四郎シリーズ(サミー)
- 雀卓ボーイ（ナムコ）
- プロ麻雀「兵」GBシリーズ（カルチャーブレーン）
- 女流雀士に挑戦GB 〜私達に挑戦してネ!〜（カルチャーブレーン）
- 聖牌伝説(ギャップス)
- ダブル役満（バップ）
- トコロ'sまあじゃんJr.(ビック東海)
- 灘麻太郎・小島武夫の実践麻雀教室(ギャップス)
- 灘麻太郎のパワフル麻雀～次の一手100題～(四次元)
- ニチブツマージャン吉本劇場(日本物産)
- プロ麻雀 極 シリーズ（アテナ）
- ポケットカラー 麻雀(ボトムアップ)
- ポケット麻雀(ボトムアップ)
- 本格四人打麻雀 麻雀王(童)
- 麻雀クエスト(J・ウイング)
- 麻雀女王(童)
- 井出洋介の麻雀教室GB（アテナ）
- 新世紀エヴァンゲリオン 麻雀補完計画(キングレコード)
- でじこの麻雀パーティー （キングレコード）
- 雀級生 ～コスプレ★パラダイス～(エルフ)
- 勝負師伝説 哲也 新宿天運編 (アテナ)
- 華蘭虎龍学園 花札・麻雀(J・ウイング)

#### ゲームギア
- 対戦麻雀 好牌 シリーズ（セガ）
- ぎゅわんぶらあ自己中心派（セガ）
- ポケット雀荘（ナムコ）

#### ネオジオポケット
- スーパーリアル麻雀 プレミアムコレクション（セタ）
- どこでも麻雀(ADK)
- コイコイ麻雀(ビスコ)

#### ワンダースワン
- 麻雀登龍門（サミー）
- 日本プロ麻雀連盟公認 徹萬（ナグザット）
- プロ麻雀 極 for WonderSwan（アテナ）
- 東風荘（バンダイナムコゲームス）

#### ゲームボーイアドバンス
- 麻雀刑事(ハドソン)
- 極 麻雀デラックス 未来戦士21（アテナ）
- 西原理恵子の殿堂麻雀（メディアリング）
- なかよし麻雀 かぶリーチ（コナミ）
- 大麻雀。（ホリ）
- 日本プロ麻雀連盟公認 徹萬アドバンス ～免許皆伝シリーズ～（加賀テック）
- みんなのソフトシリーズ みんなの麻雀（エム・ティー・オー）
- スーパーリアル麻雀 同窓会（ロケットカンパニー）
- どこでも対局 役満アドバンス（任天堂）
- プロ麻雀「兵」GBA（カルチャーブレーン）
- 闘牌伝説アカギ 闇に舞い降りた天才（カルチャーブレーン）
- 勝負師伝説 哲也 甦る伝説(アテナ)
- 花札トランプ麻雀 デパチカ 和洋中(コナミ)

#### ニンテンドーDS
- 麻雀大会(コーエー)
- みんなの麻雀DS（エム・ティー・オー)
- SIMPLE DSシリーズ Vol.1 THE 麻雀（D3パブリッシャー）
- SIMPLE DSシリーズ Vol.30 THE テーブルゲーム（D3パブリッシャー）
- SIMPLE DSシリーズ Vol.44 THE ギャル麻雀（D3パブリッシャー）
- 日本プロ麻雀棋士会監修 プロになる麻雀DS（サクセス)
- 機動劇団はろ一座 ガンダム麻雀DS 親父にもアガられたことないのに!（バンダイ）
  - 機動劇団はろ一座 ガンダム麻雀+Ζ さらにデキるようになったな!（バンダイナムコゲームス）
- 雀・三國無双 （コーエー）
- 麻雀格闘倶楽部DS Wi-Fi対応（コナミデジタルエンタテインメント）
- 麻雀覇王DSシリーズ（毎日コミュニケーションズ)
- 闘牌伝説アカギDS ～闇に舞い降りた天才～(カルチャーブレーン)
- 1500 DS Spirits Vol.1 麻雀(タスケ)
- 1500 DS Spirits Vol.9 2人打ち麻雀(タスケ)
- SuperLite 2500 カスタム麻雀（サクセス)
- アイドル雀士スーチーパイIII Remix（ジャレコ）
- ちゅ〜かな雀士てんほー牌娘 Remix（ジャレコ）
- 高レート裏麻雀列伝 むこうぶち 〜御無礼、終了(ラスト)ですね〜（πアーツ)
- 麻雀ナビDS（毎日コミュニケーションズ)
- 役満DS（任天堂）
- 浜辺でリーチ! DS (毎日コミュニケーションズ)
- アッコでポン! ～イカサマ放浪記～ (サクセス)

##### ニンテンドーDSiウェア
- at エンタ!対戦麻雀2(タスケ)
- 新三国麻雀 国士無双(シルバースタージャパン)

#### ニンテンドー3DS
- SIMPLEシリーズ for ニンテンドー3DS Vol.1 THE 麻雀(ディースリー・パブリッシャー)

##### ニンテンドー3DSダウンロードソフト
- ARC STYLE:シンプル麻雀3D(アークシステムワークス)
- @SIMPLE DLシリーズ Vol.15 THE 麻雀(ディースリー・パブリッシャー)

#### PlayStation Portable
- 麻雀格闘倶楽部（コナミデジタルエンタテインメント）
  - 麻雀格闘倶楽部 全国対戦版（コナミデジタルエンタテインメント）
- 麻雀大会（コーエー）
- AI麻雀 シリーズ（マーベラスインタラクティブ）
- 本格四人打プロ麻雀 麻雀王 PORTABLE（タイトー）
- 雀・三國無双 （コーエー）
- SIMPLE2500シリーズ Portable!! Vol.1 THE テーブルゲーム（D3パブリッシャー）
- SIMPLE2500シリーズ Portable!! Vol.8 THE どこでもギャル麻雀（D3パブリッシャー）
- 麻雀覇王 シリーズ（毎日コミュニケーションズ）
- ちゅ〜かな雀士てんほー牌娘 Remix（ジャレコ）
- アイドル雀士スーチーパイIII Remix（ジャレコ）
- 萌える麻雀 もえじゃん!（ハドソン）
- ひぐらしの哭く頃に 雀（AQインタラクティブ）
- アイドル雀士スーチーパイIV ぽ〜たぶる（サイバーフロント）
- SIMPLE2000シリーズ Portable!! Vol.1 THE 麻雀（D3パブリッシャー）
- 涼宮ハルヒちゃんの麻雀　(角川書店)
- 雀聖学園 クロノ★マジック　(BOOST ON)
- 雀聖歌姫 クロノ★スター　(BOOST ON)
- 咲-Saki- Portable（アルケミスト）
- 咲-Saki- 阿知賀編 episode of side-A Portable（アルケミスト）

※配信専用
- いつもの麻雀(角川ゲームス)
- らぶ＠わん雀（ハピネット）

#### PlayStation Vita
- 麻雀格闘倶楽部 新生・全国対戦版（コナミデジタルエンタテインメント）
- とってもE麻雀（アークシステムワークス）
- とことん麻雀！ 女流プロに挑戦！ 徹萬女神スペシャル（加賀クリエイト）
- もっと20倍！ 麻雀が強くなる方法 ～初中級者編～（加賀クリエイト）
- 咲 -SAKI- 全国編（加賀クリエイト）

エンターグラムより「咲-Saki- 全国編Plus」と改題して再発売されている。
- @SIMPLE Vシリーズ Vol.1 THE どこでもギャル麻雀（D3パブリッシャー）
- クロガネ回姫雀（みなとすてーしょん）

## アーケードゲーム
タイトル（メーカー名）の「 - 」は備考。
- PT麻雀（IPM→アイレム→アピエス） - ブロックくずしの要領でボールを跳ね返し、当たった牌を14集めて役を作る。ある意味雀球に近い。アーケードテレビゲームにおいて何らかの形で麻雀をゲーム化した、最初の作品。
- テレジャン（データイースト開発、カキヌマ販売） - コンピュータと麻雀を行なうのではなく、テレビ画面が板で五分割（各四家と河や山牌）されており、ツモや捨牌も全てボタンと画面で行なう、要するに通常の手打ち麻雀をコンピュータとテレビで代行するもの。風営法の元において、麻雀用の許可を受けた。
  - DSテレジャン（データイースト） - 縦画面、コンピュータ対戦と二人対戦が可能。DSは「デコカセットシステム」の略。
- ジャンピューター （アルファ電子／三立技研） - 実質業務用初の麻雀ゲーム。二人打ち。
  - T.T.マージャン（タイトー） - 上記製品のライセンス。
- 雀豪（日本物産）
- 四人打ち麻雀ジャントツ （サンリツ電気／キワコ） - 初期の四人打ち麻雀。二人対戦プレイも可能。
- ロイヤルマージャン - ベット式麻雀のはしり。以降、ハーネスは「ロイヤル式」と呼ばれ、このころ普及した配列に準拠する。
- 所さんのまーまーじゃん!（セガ）
  - 所さんのまーまーじゃん2 -ToKoRo'sCup-（セガ）
- 麻雀狂列伝 -西日本編-（SNK）
- ひぐらしの哭く頃に 雀（AQインタラクティブ）
- 雀國志・覇王の采牌（カプコン）[1]
- ネットワーク対戦麻雀
  - 通信対戦麻雀 闘龍門（TIC）
  - MJシリーズ（セガ→セガ・インタラクティブ）
    - セガ四人打ち麻雀MJ
      - セガ四人打ち麻雀MJ ネットワーク対戦Ver.

    - セガネットワーク対戦麻雀MJ2
    - セガネットワーク対戦麻雀MJ3
    - セガネットワーク対戦麻雀MJ4
    - セガネットワーク対戦麻雀MJ5
    - セガNET麻雀 MJ Arcade

  - 麻雀格闘倶楽部シリーズ（コナミ→コナミデジタルエンタテインメント→コナミアミューズメント）
    - 麻雀格闘倶楽部1
    - 麻雀格闘倶楽部2
    - 麻雀格闘倶楽部3
    - 麻雀格闘倶楽部4
    - 麻雀格闘倶楽部5
    - 麻雀格闘倶楽部6
    - 麻雀格闘倶楽部7
      - 麻雀格闘倶楽部7.77

    - 麻雀格闘倶楽部 我龍転生
    - 麻雀格闘倶楽部 ultimate version
      - 麻雀格闘倶楽部 ultimate version 〜絆の章〜

    - 麻雀格闘倶楽部 NEXT
    - 麻雀格闘倶楽部 頂の陣
      - 麻雀格闘倶楽部 頂の陣 Version2

    - 麻雀格闘倶楽部 彩の華
    - 麻雀格闘倶楽部 ZERO
    - 麻雀格闘倶楽部 豪華絢爛
    - 麻雀格闘倶楽部 GRAND MASTER
    - 麻雀格闘倶楽部 疾風

  - 兎-野性の闘牌-オンライン（タイトー）
  - ネットセレクト サラリーマン金太郎（セガ） - 三人麻雀が用意されていた。
  - 麻雀ファイトガール（コナミアミューズメント）

### 脱衣麻雀
- ジャンゴウナイト（日本物産） - アーケード初の脱衣麻雀。
- ジャンゴ・レディー（日本物産）- 雀豪レディの表記もあるが、インストラクションカードの表記はジャンゴ・レディーである。「3人打麻雀・ジャンゴシリーズ第3弾」と銘打たれている。
- パステルギャル（日本物産） - 女性ではコズエ、マイ、サユリ、カオリ、ユウ、ヨウコの6人。
- クリスタルギャル（日本物産）
- クリスタルギャルII（日本物産）
- おとなの麻雀（日本物産）- アップル名義で発売。
- 麻雀刺客（日本物産）
- 花のももこ組 麻雀刺客外伝（日本物産）
- 美少女雀士プリティセーラー18禁（日本物産）
- セカンドラブ（日本物産）
- 麻雀トリプルウォーズシリーズ（日本物産）
- セーラーウォーズシリーズ（日本物産）
- 麻雀レディーハンター（日本物産）
- AV麻雀シリーズ（日本物産）
- 麻雀CLUB90's（日本物産）
- ナイトギャル（日本物産）
- 麻雀殺人事件（日本物産）
- 麻雀Gメン'89 殺されたOL（日本物産）
- イメクラ麻雀（日本物産）
- 麻雀わくわくキャッチャー（日本物産）
- ミス麻雀コンテスト IN 役満大学（日本物産）
- メダル麻雀　パチスロ天国（日本物産）
- ディスコ麻雀　お立ち台の掟（日本物産）
- 麻雀　宇宙より愛をこめて（日本物産）
- 家元（日本物産）
- 制覇（日本物産）
- 対家麻濡感（日本物産）- 読み方は「ハウスマヌカン」。専用コンパネによる2人対戦プレイが可能。
- 麻雀占い伝説（日本物産）
- 麻雀恋占い（日本物産）
- 麻雀 レディーハンター 怪盗黒猫連盟編（日本物産）
- 麻雀スタジオ101（日本物産）
- 麻雀好きの懲りない面々（日本物産）
- 麻雀 沈黙の編隊 (日本物産)
- ま〜じゃんバニラシンドローム (日本物産)
- 麻雀放送局本番中 (日本物産)
- ねらえ!トップスター 芸能界サバイバル麻雀 (日本物産)
- スキャンダル麻雀(日本物産)
- ギャルの開花(日本物産)
- ギャルの告白(日本物産)
- テレフォン麻雀(日本物産)
- 美女っ子学園(日本物産)
- 美女っ子夢物語(日本物産)
- お嬢さん(日本物産)
- シティラブ(日本物産)
- ぱにっくスタジアム(日本物産)
- 麻雀スカウトマン　潜入!!AV撮影現場 (スフィンクス) - 「スフィンクス」は日本物産の別名義。
- イメクラ麻雀 (スフィンクス)
- まぁじゃん4Pしましょ (スフィンクス)
- 麻雀ファンタジック・ラブ（ダイナックス）
- 雀遊記（ダイナックス） - 縦2画面筐体使用。
- 麻雀 7次元の妖精達（ダイナックス）
- 麻雀ダイヤルQ2（ダイナックス）
- 麻雀やるならー（ダイナックス）
- 雀王(ダイナックス)
- アマンドピンキー (ダイナックス)
- 麻雀If(イフ)…? (ダイナックス)
- キャンパスハンティング 雀闘記 (ダイナックス) - 縦2画面筐体使用。同年に一般スクリーン用の「麻雀キャンパスハンティング」も発売。
- まーじゃん ねるとん牌鯨団 (ダイナックス)
- 麻雀フライデー (ダイナックス)
- 麻雀デリンジャー (ダイナックス)
- わたしはすずめちゃん (ダイナックス)
- 麻界雀 (ダイナックス)
- アイドル麻雀放送局（システムサービス（ビデオシステム）） - アイドル麻雀（非アニメ絵）のはしり、アイテムによるイカサマ。イカサマアイテム売りのモデルは古舘伊知郎。
- 麻雀ファンクラブ アイドル最前線（1989年 ビデオシステム） - イカサマアイテム売りのモデルは明石家さんま。工藤静香、浅香唯などのアイドルをモデルにしたギャルが登場する。
- ファイナルロマンスシリーズ（ビデオシステム） - すぎやま現象やあかつきごもくをキャラクターデザインに迎えた定番作品の一つ。
- 麻雀夏物語（ビデオシステム） - イカサマアイテム売りのモデルは石橋貴明。アイテムの幽霊のモデルは明石家さんま。女性では元おニャン子のW渡辺（美奈代や満里奈）をモデルとしたキャラクターらが登場する。マイナー版は『夏色麻雀』。
- 熱血麻雀宣言!AFTER5 （ビデオシステム）
- 麻雀大予言（ビデオシステム）
- お雀子シリーズ（ビデオシステム）
- 列島縦断 熱局雀士 東日本編（ビデオシステム）
- ランジェリーハウス （ビデオシステム）
- チャイニーズカジノ（ビデオシステム）
- アイドル雀士スーチーパイシリーズ（ジャレコ）
- 流星雀士キララ☆スター（ジャレコ）
- 麻雀大霊界（ジャレコ）
- 麻雀ちゃんねる ズームイン!（ジャレコ）
- 麻雀エンジェルキッス（ジャレコ）
- VS雀士ブランニュースターズ（ジャレコ）
- 麻雀革命　New System Mahjan for 21 Century（ジャレコ）
- 麻雀革命Ⅱ プリンセスリーグ（ジャレコ）
- リアル麻雀牌牌（アルバ） - 麻雀牌が立体表示になり、脱衣シーンに画面全体を使うようになった。
- 脱子ちゃん雀荘（ホワイトボード） - 読み方は「だっこちゃんはうす」
- スケバン雀士竜子（ホワイトボード） - イカサマ麻雀のはしり。
- スーパーリアル麻雀シリーズ（セタ） - 脱衣アニメーションのはしり。
- 麻雀学園シリーズ（ユウガ） - ポイント制によるイカサマ、ボタン連打での脱衣シーンへの参加。カプコンの社名を隠しての製作だったが、一萬の図柄が弥七なのでバレバレだった。
  - 七対子～一萬去ってまた一萬～　（ユウガ） - 麻雀学園のマイルドバージョン。乳首などに薔薇の絵がかぶさって隠されている。グラフィックとタイトルの変更のみでゲームとしては全く同じ。
  - 麻雀スーパー○禁版（ユウガ） - 実質的な続編。脱衣シーンの表現があまりに過激であったため大きな問題となり、業界による自主規制が行われるきっかけとなった作品。
- 麻雀同級生（メイクソフトウェア）  - 同名パソコンゲームのキャラクターを使用。
- 麻雀学園祭シリーズ（メイクソフトウェア） - 有名な声優を起用した、主に学園祭や写真部をモチーフにした隠れた定番作品の一つ。
- 麻雀クリニック（ホームデータ）- ホームデータの元社員であった「ぐんぼひでき」が企画を手がけた作品の一つ。
- 麻雀禁じられたあそび イケイケ教師の欲望（ホームデータ）
- マージャン ビタミンC（ホームデータ）
- 麻雀レモンエンジェル（魔法）
- 麻雀放浪記シリーズ (ホームデータ)
- PrivateTeacher 個人教授 (ホームデータ)
- 麻雀女子プロレス　ギブアップ5秒前 (ホームデータ)
- 対戦ホットギミックシリーズ（彩京） - 「おしおき」
- G-taste麻雀（彩京）
- ラブリーポップ麻雀 雀々しましょ（VISCO） - 姉妹作品として「こいこいしましょ」（花札）がある。また、これらのシリーズ作品全体をひっくるめて「ラブリーポップシリーズ」という。
- 麻雀遊戯（VISCO）
- 麻雀エロティカゴルフ 総天然色ギャル（フジック）
- 麻雀恋愛倶楽部（フジック）
- マージャン ギャル10連発 ナニワのお姉ぇはおもろいで（フジック）
- TEL雀（カネコ）
- VS麻雀 乙女繚乱（カネコ）
- ジャンジャンパラダイス（カネコ）
- ジャンジャンパラダイス2（カネコ）
- 危機一髪真由美ちゃん（サンリツ）
- 麻雀狂時代（サンリツ）
- がんばれ珍さん!大勝負 （サンリツ） - クレジット数によってゲーム内容が変わる。
- ミラージュ 妖獣麻雀伝（ミッチェル）
- 麻雀いかがですか 2泊3日の慰安旅行（ミッチェル）
- 麻雀かぐや姫シリーズ（三木商事）
- 麻雀カメラ小僧（三木商事）
- 麻雀クエスト（タイトー）
- 雀神伝説（エイコム）
- E雀シリーズ（セイブ開発）
- 麻雀ハイパーリアクションシリーズ（サミー）
- 浦島まあじゃん（UPL）
- 麻雀 私生活(プライベート) (マトバ）
- 着せかえまーじゃん（I'MAX）
- 麻雀シスターズ（東亜プラン） - 女性ではさゆり、ゆかり、めぐみの三姉妹。
- バカ殿様麻雀漫遊記（モノリス）
- 若草物語　麻雀四姉妹（マボロシウェア）
- 麻雀女学園 身体検査編(ウインダム)
- マージャン ナンパストーリー（ブロックス）
- アイドルの秘密（デジタル電子）
- 流派(セントラル電子)

## パーソナルコンピュータ

### 一般作品
- Cell_雀
- ぎゅわんぶらあ自己中心派（ゲームアーツ）
- 居眠り流阿佐田哲也のA級麻雀（ポニーキャニオン）
- プロフェッショナル麻雀悟空（シャノアール）
- ウルトラ四人麻雀（九十九電機）
- 始皇帝（デービーソフト）
- ジャン狂（ハドソン）
- Ryu　【哭きの竜】より（ウルフ・チーム）
- 雀道シリーズ（システムソフト・アルファー）
- けい☆てん（k-ten）
- AI麻雀シリーズ（イーフロンティア）
- 東方幻想麻雀シリーズ(DNA software)

### アダルトゲーム
注：便宜上発売当時は年齢制限無しまたは一般向け扱いとして発売された脱衣麻雀作品も含める。
- いただきじゃんがりあん（すたじおみりす）
  - いただきじゃんがりあんR（すたじおみりす）
- エヴァと愉快な仲間たち 脱衣補完計画!（ガイナックス）
- エルフオールスターズ脱衣雀（エルフ）
  - エルフオールスターズ脱衣雀2（エルフ）
  - エルフオールスターズ脱衣雀3（エルフ）
- おまたせ!雀バラや♪　注：バグにより麻雀として成り立っていない。
- 崖っプチ家計簿（Waffle）
- 今夜も朝までPOWERFULまぁじゃんシリーズ（デービーソフト） - ゲームジャンルの1つ、「エキサイト麻雀」にアダルト要素あり
- 雀JAKA雀（エルフ）
- 將姫 （シーズウェア）
- 対戦ホットギミックシリーズ（彩京）
- 超キミステじゃん（ディーオー）
- つもバカ日誌（アボガドパワーズ）
  - つもバカ日誌VE（アボガドパワーズ）
- Doraキャロットへようこそ!!（カクテル・ソフト）
- DR2ナイト雀鬼（Leaf）
- Interactive Mar-jang ハコてん雀（ZyX）
- Princess Brave 雀卓の騎士（130cm）
- フルアニ（Leaf）
- 麻雀（ねこねこソフト）
- 麻雀狂時代スペシャル（マイクロネット）- アーケード版「麻雀狂時代」の移植版
- 麻雀幻想曲（Active）
  - 麻雀幻想曲II（Active）
  - 麻雀幻想曲III（Active）
- まじゃべんちゃー・ねぎ麻雀（テクノポリスソフト）
- まままーじゃん（コンプリーツ）
- 萌キュン! ゆにっ娘ま〜じゃん（ユニゾンシフト）
- はぴねす! りらっくす（ういんどみる）
- 夜勤雀棟 （ミンク）
- ライアー大戦 じゃんまげどん（ライアーソフト）
- らいむいろ雀奇譚（エルフ）
- ぴあ雀（カクテル・ソフト）
- こんぼく麻雀 〜こんな麻雀があったら僕はロン!〜　（あかべぇそふとつぅ）
- 雀神クエスト（エス・ピー・エス） - 『麻雀クエスト』のX68000向け移植版
- セーラーウォーズ with 4人打ち（フォーサイト） - 『セーラーウォーズ』のWindows向け移植版

## オンラインゲーム
- セガNET麻雀 MJ
- ジャンナビ麻雀オンライン
- 雀魂
- 雀REVO
- 花鳥風月
- 東風荘
- ハンゲーム
- Yahoo!ゲーム
- 闘牌王
- 雀賢荘
- 東南荘
- 孔雀
- ギャル雀!
- ロン2
- Maru-Jan
- 777town.net
- ガンホーオンライン
- 天鳳
- 雀龍門
- 近代麻雀オンラインバトル
- 桃色大戦ぱいろん
- 麻雀 of Walkure
- 東方幻想麻雀シリーズ（D.N.A Software)
- 雀シティ
- NMB48の麻雀てっぺんとったんで!（後に従来からの麻雀に加えてババ抜きも出来るようになったことから「NMB48のカジュアルパーティー」に改名されている）
- 麻雀一番街

## その他

### 電子手帳

#### シャープ電子システム手帳
- 電脳麻雀（サン電子）
- 麻雀倶楽部（バンダイ）

#### シャープ ハイパー電子システム手帳
- ハイパー電脳麻雀（サン電子）
- 麻雀倶楽部II（バンダイ）

#### Zaurus
- 麻雀～蒼天牌～

#### カシオ スーパー電子手帳
- 朝までゲーム（カシオ）

### ハード一体型

#### コンソール機
- マイコン麻雀（日本メールサービス）
- TU-380 TV麻雀ゲーム（スリーアップ）
- TV麻雀 昇段対局～4人打ち（エポック社）

#### ハンディ機
- 役満（任天堂）
- パーフェクト麻雀（バンダイ）

## 麻雀牌を使ったパズルゲームなど
- 上海：オリジナルは米国アクティビジョン社が開発。サンソフトの定番作品のシリーズ。商用（ソフト）・フリー・シェアで同名の派生作品が多数生まれている。
- 香港（徳間書店インターメディア）：ファミマガディスクvol.1として発売。積み重なった字牌を崩さないよう指定された順番通りに取っていくパズルゲーム。
- 南京
- 紫禁城（FC版は東映動画）：「倉庫番」のように牌を押して、道を開いたり牌を壊したりして出口を目指すパズルゲーム。146面目は通常の方法ではクリアできない。
- 四川省（アーケード版の販売はアイレム・開発はタムテックス）：別名「二角取り」。同じ牌を直線3ライン以内で繋げて牌を取り除いていくゲーム。
- ぎゅわんぶらぁ自己中心派　麻雀パズルコレクション（ゲームアーツ）：内容は「二角取り」であるが、オリジナル要素として上下左右を裏にすると表に変わる青い牌や牌配置が数種類用意されていて、「四川省」より難易度は高い。
- パイパニック（アスキー）：敵の攻撃を避けながら、左から流れてくる牌をハンマーで叩き落して役を作るゲーム。理牌や和了は端にあるボタンを叩くことで行う。和了すると役に応じた点数が加算される。
- チャイナタウン（データイースト）:麻雀と落ち物パズルの融合作品。順子や刻子を作って牌を消し、消した牌で役を作って得点となる。
- ジャンボウ（SNK）：麻雀とブロックくずしの融合作品。
- ミスタージャン（キワコ）：セガのゲーム「ペンゴ」のように、牌を飛ばして役を作るゲーム。役ができるとクリア、手牌の点数がボーナス点として加算される。
- 落っことしパズル とんじゃん!?(FC)
- 落雀（落ちゲー）
- ファミリークイズ 4人はライバル(FC)：麻雀牌の神経衰弱ゲームがある。
- 蒼天龍